# Mirko Vučinić
Mirko Vučinić (Montenegrijns: Мирко Вучинић) (Nikšić, 1 oktober 1983) is een gewezen profvoetballer uit Montenegro.

## Interlandcarrière
Wegens een blessure werd hij niet opgenomen in de selectie van Servië en Montenegro voor het WK 2006 in Duitsland. Sinds de onafhankelijkheid van Montenegro komt hij uit voor het Montenegrijns voetbalelftal, waarvoor hij het eerste doelpunt uit de geschiedenis maakte. Eerder speelde hij al drie interlands voor Servië en Montenegro, zonder gescoord te hebben.
| Interlanddoelpunten | Interlanddoelpunten | Interlanddoelpunten | Interlanddoelpunten      | Interlanddoelpunten | Interlanddoelpunten | Interlanddoelpunten | Interlanddoelpunten |
| #                   | Datum               | Locatie             | Wedstrijd                | Goal(s)             | Score               | Uitslag             | Wedstrijd           |
| ------------------- | ------------------- | ------------------- | ------------------------ | ------------------- | ------------------- | ------------------- | ------------------- |
| 1                   | 24 maart 2007       | Podgorica           | Montenegro – Hongarije   | 63' (pen.)          | 1 – 1               | 2 – 1               | Oefeninterland      |
| 2                   | 22 augustus 2007    | Podgorica           | Montenegro – Slovenië    | 28' (pen.)          | 1 – 0               | 1 – 1               | Oefeninterland      |
| 3                   | 12 september 2007   | Podgorica           | Montenegro – Zweden      | 15'                 | 1 – 0               | 1 – 2               | Oefeninterland      |
| 4                   | 17 oktober 2007     | Tallinn             | Estland – Montenegro     | 71'                 | 0 – 1               | 0 – 1               | Oefeninterland      |
| 5                   | 6 september 2008    | Podgorica           | Montenegro – Bulgarije   | 61'                 | 1 – 1               | 2 – 2               | WK-kwalificatie     |
| 6                   | 15 oktober 2008     | Lecce               | Italië – Montenegro      | 19'                 | 1 – 1               | 2 – 1               | WK-kwalificatie     |
| 7                   | 9 september 2009    | Podgorica           | Montenegro – Cyprus      | 57' (pen.)          | 1 – 0               | 1 – 1               | WK-kwalificatie     |
| 8                   | 18 november 2009    | Podgorica           | Montenegro – Wit-Rusland | 80'                 | 1 – 0               | 1 – 0               | Oefeninterland      |
| 9                   | 29 mei 2010         | Oslo                | Noorwegen – Montenegro   | 82'                 | 1 – 1               | 2 – 1               | Oefeninterland      |
| 10                  | 3 september 2010    | Podgorica           | Montenegro – Wales       | 30'                 | 1 – 0               | 1 – 0               | EK-kwalificatie     |
| 11                  | 8 oktober 2010      | Podgorica           | Montenegro – Zwitserland | 68'                 | 1 – 0               | 1 – 0               | EK-kwalificatie     |
| 12                  | 25 mei 2012         | Brussel             | België – Montenegro      | 5'                  | 0 – 1               | 2 – 2               | Oefeninterland      |
| 13                  | 7 september 2012    | Podgorica           | Montenegro – Polen       | 45'                 | 2 – 1               | 2 – 2               | WK-kwalificatie     |
| 14                  | 22 maart 2013       | Chișinău            | Moldavië – Montenegro    | 78'                 | 0 – 1               | 0 – 1               | WK-kwalificatie     |
| 15                  | 14 augustus 2013    | Zjodino             | Wit-Rusland – Montenegro | 63'                 | 1 – 1               | 1 – 1               | Oefeninterland      |
| 16                  | 8 september 2014    | Podgorica           | Montenegro – Moldavië    | 45+3'               | 1 – 0               | 2 – 0               | EK-kwalificatie     |
| 17                  | 9 oktober 2015      | Podgorica           | Montenegro – Oostenrijk  | 32'                 | 1 – 0               | 2 – 3               | EK-kwalificatie     |

## Clubstatistieken
| periode | club               | competitie         | duels | goals |
| ------- | ------------------ | ------------------ | ----- | ----- |
| 1999/00 | FK Sutjeska Nikšić | Meridian Superliga | 9     | 4     |
| 2000/01 | US Lecce           | Serie A            | 2     | 0     |
| 2001/02 | US Lecce           | Serie A            | 7     | 1     |
| 2002/03 | US Lecce           | Serie B            | 28    | 6     |
| 2003/04 | US Lecce           | Serie A            | 12    | 1     |
| 2004/05 | US Lecce           | Serie A            | 28    | 19    |
| 2005/06 | US Lecce           | Serie A            | 34    | 9     |
| 2006/07 | AS Roma            | Serie A            | 25    | 2     |
| 2007/08 | AS Roma            | Serie A            | 33    | 9     |
| 2008/09 | AS Roma            | Serie A            | 27    | 11    |
| 2009/10 | AS Roma            | Serie A            | 34    | 14    |
| 2010/11 | AS Roma            | Serie A            | 28    | 10    |
| 2011/12 | Juventus           | Serie A            | 32    | 8     |
| 2012/13 | Juventus           | Serie A            | 31    | 10    |
| 2013/14 | Juventus           | Serie A            | 12    | 2     |
| 2014/15 | Al-Jazira Club     | VAE Liga           | 23    | 25    |
| 2015/16 | Al-Jazira Club     | VAE Liga           | 6     | 2     |
| Totaal  | Totaal             | Totaal             | 371   | 133   |